# Vela Draga
Vela draga (također Vranjska draga) je draga, kanjonska udolina i spomenik prirode smješten na sjeverozapadnom podnožju Učke. Jedan je od najljepših i jedinstvenih geomorfoloških fenomena u Hrvatskoj. Nastala je djelovanjem vodenih bujica u vapnenačkoj stijeni. Dio je Parka prirode Učka.   

## Opis
Kanjonska udolina prostire se u dužini od 3500 metara pretežito u smjeru istok-zapad. Počinje u blizini ulaza u tunela Učka s istarske strane, na 600 metara nadmorske visine. Završetak kanjona je kod Boljunskog polja na nadmorskoj visini od 153 metra. Gornji dio kanjona širok je 450 metara, a na najužem dijelu, širine 150 metara, preko kanjona prolazi željeznička pruga Lupoglav - Štalije (zatvorena za promet od 26. prosinca 2009. godine). 
Padaline s obronaka Učke skupljaju se u bujične potoke od kojih neki završavaju u Veloj dragi na njenom najistočnijem dijelu čiji su rubovi okomito odrezani. Skupljena bujična voda pada u provaliju gotovo 100 m u dubinu te tako nastaje najviši slap u Istri, koji nije dobio niti svoje ime jer je tek povremena i privremena pojava. Potok nastavlja put prema Boljunskom polju gdje se spaja s potokom Boljunčica.
U Veloj dragi nalaze se brojne šiljaste stijene i tornjevi visoki od 50 do 90 metara. Pri gradnji tunela Učka nekolicina je uništena.
Nakon što je početkom dvadesetog stoljeća na njenim "tornjevima" penjao poznati alpinist Emilio Comici iz Trsta, Vela draga postaje mjesto treninga, da bi danas bilo jedno od nezaobilaznih lokacija ljubitelja slobodnog penjanja.
Godine 1964. godine postaje "zaštićeni krajolik", a 1998. godine proglašena je geomorfološkim spomenikom prirode.

## Geološke osobine
Iznimno su geomorfološki i krajobrazno vrijedni neboderasti vapnenački stupovi i stijene. Znanstvena je pretpostavka da je se ovdje zbivalo taloženje vodoravnih slojeva paleogenskih vapnenaca, iza kojih je nadošlo tektonsko izdizanje i raspucavanje zbog čega je nastao kanjon. Današnji izgled u završnom oblikovanju dala je postupna i dugotrajna erozija i okršavanje. Svjedoci bogate geološke povijesti i paleookoliša su brojni fosilni ostatci različitih krednjaka i školjaka vidljivi na siparu.

## Ljudska naselja
Arheolozi su pronašli nalaze u pećini Pupićinoj peći.

## Životinjski i biljni svijet
Kanjon Vele drage prekriven je bujnom vegetacijom koja mjestimice ima prašumski karakter. Vrsta vegetacijskog pokrova varira od submediteranskog na rubovima kanjona pa do kontinentalnih planinskih šuma (bukva i tisa) i vegetacije karakteristične za plavna područja (vrba i topola). Velu dragu nastanjuju brojne vrste krupne i sitne divljači te mnogobrojne vrste ptica, gmazova i člankonožaca.
Velu dragu nastanjuju rijetke ptičje vrste.

## Staza
Uređena je staza za obilazak na kojoj se nalaze edukativne ploče i klupice.

## Vanjske poveznice
- Službena stranica Parka prirode Učka  Arhivirana inačica izvorne stranice od 3. rujna 2012. (Wayback Machine)
- AO HPD Željezničar  Arhivirana inačica izvorne stranice od 5. ožujka 2016. (Wayback Machine)
- Svijetokonas.ne  Arhivirana inačica izvorne stranice od 23. lipnja 2012. (Wayback Machine)
- YouTube Manuela Glavić, Prirodoslovna i grafička škola Rijeka, Park prirode Učka - Vela draga
- YouTube Vlatko Martinčić: Vela Draga canyon - Croatia